# Zajączkowo-Folwark
Zajączkowo-Folwark – wieś w Polsce położona w województwie podlaskim, w powiecie suwalskim, w gminie Bakałarzewo.
W latach 1975–1998 miejscowość administracyjnie należała do województwa suwalskiego.

## Historia
W 1784 roku należało do Podlaskiego. Mieszkańcy podlegali pod parafię Bakałarzewo.
W 1832 roku dzierżawcą folwarku rządowego Zajączków był Aleksander Staniszewski, porucznik wojsk polskich. Następnie miejscowość należała do rządu i znajdowała się w gminie Kuków.
W końcu XIX wieku Zajączków należał do gminy Wólka i parafii Bakałarzewo.